# 乌什皮亚
乌什皮亚（英語：Ushpia）早期亚述国王，（公元前2020年前后在位），他统治时期修建了亚述都城亚述尔的庙宇。
| 前任： 阿扎拉赫 | 亚述国王 前2020年 | 繼任： 阿皮亚沙尔 |